# Stan Ridgway
Stanard Ridgway, detto Stan (Barstow, 5 aprile 1954), è un cantautore e polistrumentista statunitense.
Fondatore e, per sei anni, frontman del gruppo new wave californiano Wall of Voodoo, intraprese la carriera solista nel 1983 avviando una serie di collaborazioni con vari artisti, tra i quali la propria moglie Pietra Wexstun, insieme alla quale ha prodotto tre album nei quali è apparso anche come interprete, e il batterista dei Police Stewart Copeland, con cui scrisse testi e musiche della colonna sonora del film Rusty il selvaggio.
Ancora con sua moglie ha dato vita a un progetto artistico chiamato Drywall.
Nel 2016 ricevette il Premio Tenco alla carriera.

## Biografia

### Le origini
Nato nel 1954 a Barstow, città nel deserto californiano del Mojave, e cresciuto a Los Angeles, Ridgway afferma di essere stato in giovane età un ventriloquo in erba e di avere passato una notte in carcere a dodici anni per avere rubato alcuni segnali stradali.
Appassionato di musica folk, insistette a lungo con i genitori per ottenere un banjo che alfine gli fu regalato a 14 anni.
Le sue prime esperienze musicali furono cover di Johnny Cash e Tennessee Ernie Ford, ma i suoi interessi svariavano dal compositore tedesco Kurt Weill (L'opera da tre soldi) ai Genesis del periodo di Peter Gabriel.

### Wall of Voodoo
Nel 1977 Ridgway fu tra i membri fondatori del gruppo new wave Wall of Voodoo; il nome fu scelto dallo stesso Ridgway a seguito della battuta di un suo amico in risposta alla sua osservazione che le sonorità del gruppo in sala di registrazione richiamavano quelle del Wall of Sound di Phil Spector.
Il gruppo conobbe il grande successo con il secondo album Call of the West (1992) da cui fu tratto il singolo Mexican Radio il cui video low cost (15000 $) divenne uno dei più trasmessi da MTV in quel periodo.
Poco dopo, all'inizio del 1983, Ridgway lasciò il gruppo per intraprendere la carriera solista.

### Carriera solista
Tra le prime collaborazioni da solista vi fu quella con il batterista dei Police Stewart Copeland, con cui Ridgway compose e interpretò Don't Box Me In, brano di punta della colonna sonora del film del 1983 Rusty il selvaggio di Francis Ford Coppola.
Nel 1986 uscì il suo primo album solista, The Big Heat, dal quale furono estratti alcuni singoli di successo, tra cui il brano eponimo e una ballata folk-rock, Camouflage, sul viaggio onirico di un soldato in Vietnam salvato da un commilitone il cui nome in codice è quello del titolo del brano; né il singolo – giunto al quarto posto nel Regno Unito, all'ottavo in Germania Ovest, al secondo in Irlanda e al settimo in Belgio – né l'album, singolarmente, conobbero negli Stati Uniti il successo ottenuto all'estero, rimanendo fuori dai Top 100 nelle nove settimane di permanenza nel proprio paese.
Nel 1987 fu presente nelle colonne sonore di due film, il francese Terminus di Pierre-William Glenn – futuristico noir interpretato da Johnny Hallyday e Karen Allen – e l'americano Il delitto di mezzanotte di Wayne Wang.
Nel 1989 uscì il suo secondo album, Mosquitos, che annoverava nello staff artistico anche una giovane Tori Amos alle voci.

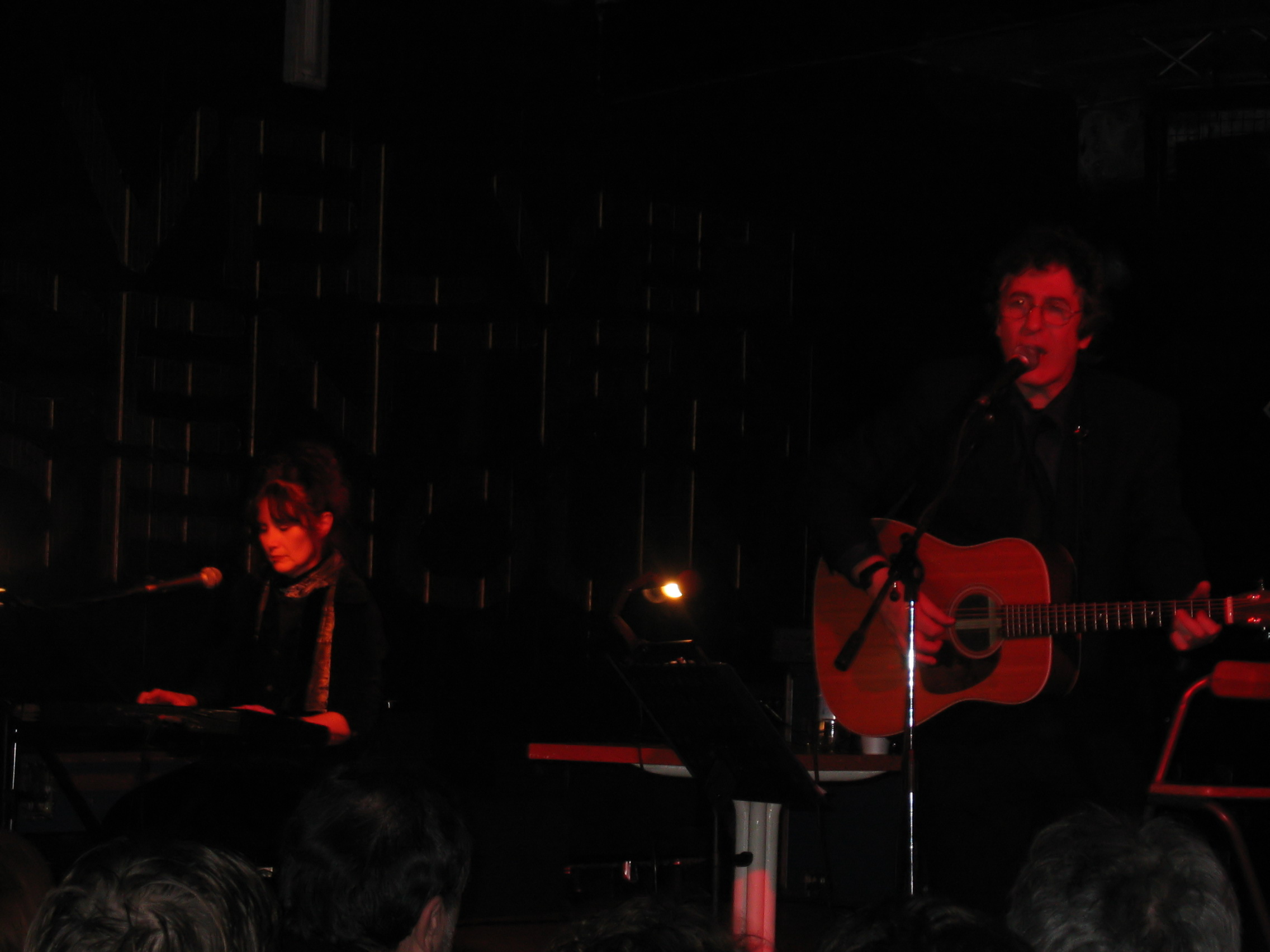
Ridgway e sua moglie Pietra Wexstun nel 2005

Gli anni novanta furono caratterizzati da numerose collaborazioni artistiche di Ridgway, sia in campo discografico che cinematografico; sul primo versante spicca la formazione del gruppo Drywall in collaborazione con sua moglie Pietra Wexstun e il batterista Ivan Knight, il cui primo album uscì prima del cambio di etichetta discografica, e la partecipazione a un progetto monografico su Kurt Weill, September Songs, a cui Ridgway contribuì con l'interpretazione della Canzone dei cannoni, tratta dall'Opera da tre soldi scritta da Bertolt Brecht e messa in musica dallo stesso Weill.
Sul versante cinematografico, invece, spiccano le collaborazioni alle colonne sonore di Pump Up the Volume (1990) di Allan Moyle, Box of Moonlight (1996) di Tom DiCillo, Melting Pot (1998) di Tom Musca.
Con il nuovo millennio, pubblicò come Drywall un nuovo album, Barbeque Babylon: a lui e sua moglie si affiancarono Rick King a chitarre e basso e Bruce Zelesnik alla batteria; ancora, nel 2009, la coppia pubblicò Silly Songs for Kids Vol. 1, raccolta di canzoni per l'infanzia eseguite con la collaborazione del sassofonista Ralph Carney in chiave elettro-rock.
Il successivo album del 2010, Neon Mirage, fu promosso da Ridgway con un breve tour che comprese esibizioni anche a Roma.
Pochi anni dopo fu di nuovo in Italia, a Sanremo, quale uno dei destinatari del Premio Tenco alla carriera in occasione del quarantesimo anniversario della manifestazione nel 2016; in tale occasione si esibì accompagnato alla chitarra da Luca Faggella.
Tra i più recenti lavori figura l'album Priestess of the Promised Land, ancora insieme a sua moglie Pietra.
Il critico musicale John Vignola descrive Ridgway come il narratore di storie di soggetti «perdenti, cattivi, disillusi, sospesi fra passato e futuro», messe in musica con uno stile che gioca «con gli spaghetti western e con un tex mex senza appartenenze definitive».

## Discografia

### Album in studio
- 1986 – The Big Heat (IRS, 5637)
- 1989 – Mosquitos (Geffen, 2-24216)
- 1991 – Partyball (Geffen, 24385)
- 1995 – Black Diamond (Birdcage, 11007)
- 1995 – Work the Dumb Oracle (IRS, 28715)
- 1998 – The Way I Feel Today (Dis-Information, 03002)
- 1999 – Anatomy (New West, 6010)
- 2003 – Blood (con Pietra Wextun, Sympathy for the Record, 1732)
- 2004 – Snakebite: Blacktop Ballads & Fugitive Songs (Redfly, 8481)
- 2005 – Barbeque Babylon (Redfly, 8705)
- 2009 – Silly Songs for Kids - Vol. 1 (con Pietra Wextun, A440 Records, 0016)
- 2010 – Neon Mirage (A440 Records, A4401-2)
- 2012 – Mr. Trouble (A440 Records, 5282012)
- 2017 – Priestess of the Promised Land (con Pietra Wextun, A440 Records, 5639012709)

### Album dal vivo
- 2001 – Live! 1991 "Poolside With Gilly" @ the Strand, Hermosa Beach, Ca. (Dis-Information, 0002)
- 2002 – 1996 @ the Mercury Lounge NYC (Dis-Information, 47900407)
- 2002 – Live! 1989 the Ancient Town of Frankfurt @ the Batschkapp Club (Redfly)
- 2002 – Live! Beyond Tomorrow! 1990 @ the Coach House, Ca. (Dis-Information, 00003)
- 2008 – Call of the Northwest: Live in Seattle (A440 Records)
- 2011 – Live In Byron Bay Australia 1987 (Dis-Information)
- 2012 – Live in Santa Clara, Ca. 1991 (@One Step Beyond) (A440 Records, 19912012)

### Raccolte
- 1992 – The Best of Stan Ridgway: Songs that Made this Country Great (IRS, 13139)
- 1999 – Back 2 Back Hits (EMI-Capitol, 72434-99714-2-4)
- 2002 – Holiday in Dirt (New West, 6033)
- 2005 – Holiday in Dirt: 14 Short Films of the Music of Stan Ridgway (con DVD, New West)
- 2012 – The Complete Epilogues (A440 Records)
- 2017 – Fly on the Wall: Music and Commentary from (Geffen, 3508)